# Liste der Kulturdenkmäler in Lykershausen
In der Liste der Kulturdenkmäler in Lykershausen sind alle Kulturdenkmäler der rheinland-pfälzischen Ortsgemeinde Lykershausen aufgeführt. Grundlage ist die Denkmalliste des Landes Rheinland-Pfalz (Stand: 8. Dezember 2023).

## Einzeldenkmäler
| Bezeichnung                           | Lage               | Baujahr | Beschreibung                               | Bild                           |
| ------------------------------------- | ------------------ | ------- | ------------------------------------------ | ------------------------------ |
| Katholische Filialkirche St. Johannes | Kirchstraße 1 Lage | 1886    | kleiner neuromanischer Backsteinsaal, 1886 | weitere Bilder Fotos hochladen |